# Бабков Ігор Васильович
Ігор Васильович Бабков (1911 — ?) — радянський узбецький діяч, секретар ЦК КП Узбекистану, 1-й заступник голови Ради міністрів Узбецької РСР. Депутат Верховної ради Узбецької РСР.

## Життєпис
Освіта вища. Член ВКП(б).
Перебував на відповідальній партійній і радянській роботі.
На 1950—1952 роки — завідувач сільськогосподарського відділу ЦК КП(б) Узбекистану.
8 липня 1954 — 31 травня 1955 року — секретар ЦК КП Узбекистану.
У 1955—1956 роках — 1-й заступник голови Ради міністрів Узбецької РСР.
У 1956—1958 роках — заступник голови Ради міністрів Узбецької РСР.
У 1958—1959 роках — заступник голови Президії Верховної ради Узбецької РСР.
24 березня 1959 — 30 липня 1960 року — секретар Президії Верховної ради Узбецької РСР.
У листопаді 1960 — 1963 року — заступник голови Президії Верховної ради Узбецької РСР.
У 1963 — 4 лютого 1971 року — голова Узбецького республіканського об'єднання «Узбексільгосптехніка» Ради міністрів Узбецької РСР.
Одночасно в 1963—1964 роках — член Бюро сільського господарства ЦК КП Узбекистану.
Подальша доля невідома.